# Fontenay-le-Comte
 Fontenay-le-Comte  es una población y comuna francesa, en la región de Países del Loira, departamento de Vandea, en el distrito de Fontenay-le-Comte y cantón de Fontenay-le-Comte. A sus habitantes se les conoce en francés como Fontenaisien(ne)s que por similitud podría ser fontenaisino,-ina. Antigua capital del Bajo Poitou, es una ciudad llena de arte e importante patrimonio arquitectónico.

## Geografía

### Localización
Fontenay-le-Comte se sitúa en la llanura vandeana y a la orilla del río Vandea, un afluente del Sèvre Niortés.

### Geología y relieve
Al sur de La Vandea, Fontenay-le-Comte se sitúa en el cruce de caminos de tres paisajes muy diferentes entre sí: a las puertas del Marais poitevino, del bocage vandeano y del niortés. El río Vandea ha esculpido el relieve local.
A pesar de su débil altitud (entre 5 y 30 metros), el relieve de Fontenay-le-Comte es relativamente montañoso, salvo el barrio de Loges situado en una zona muy llana.

### Vías de comunicación y transportes
- Aeródromo de Fontenay-le-Comte
- Autopista A83
- Estación de Fontenay-le-Comte (PEMU)

## Toponimia
Fontenay debe su nombre a la fuente reconstruida de modo magistral en 1542 y conocida actualmente como Fontaine des Quatre Tias. 
En 1242, Alfonso de Poitiers, hermano del rey Luis IX de Francia, recibe el Poitou como infantazgo y Fontenay añade "le Comte" (el conde) a su nombre.
Durante la Revolución francesa, la comuna llevó el nombre de Fontenay-le-Peuple (el pueblo).
Sus habitantes son conocidos como Fontenaisiens.

## Historia
Los primeros asentamientos de Fontenay-le-Comte datan de la prehistoria. Una fuente, vital para la población, le dará el nombre.
Durante el periodo romano, esta ciudad, como toda la Vendée actual, pertenecía al Poitou.
Durante la Edad Media, la ciudad fue fortalecida por los condes de Poitiers, que levantaron un gran castillo, propiedad de los Mauléon y los Lusignan.
En 1242, bajo la autoridad de Alfonso de Poitiers, Fontenay-le-Comte se convierte en la capital del Bajo Poitou y experimenta un gran desarrollo económico gracias a la industria del cuero y el paño. Fue tomada por los ingleses en 1361 y reconquistada once años más tarde por los franceses bajo el mando de Du Guesclin. Sin embargo, esta ciudad resulta muy afectada durante la guerra de los Cien Años. Más tarde se benefició de la protección real y el rey Luis XI dio privilegios a sus habitantes.
Durante el Renacimiento fue conocida por albergar tres ferias reales anuales, recibiendo mercaderes de todas las nacionalidades. Además, el rey Francisco I le dio a la ciudad su lema « Fontaine et source jaillissante des Beaux Esprits » (fuente de la que surgen las buenas almas). Fue una época de esplendor y de construcción de algunos de los edificios más bonitos de la ciudad. Sin embargo, al tratarse de una ciudad protestante, sufrió las consecuencias de las guerras de religión y sus numerosos asedios.
La revolución francesa es clave para la ciudad. En 1790, el Bajo Poitou desaparece con la creación del departamento de Vendée, del cual Fontenay-le-Comte es capital. A esta ciudad se la renombra como Fontenay-le-Peuple tras el deseo reformista de hacer desaparecer todo rastro del antiguo régimen. No volverá a su nombre original hasta 1804.

## Política y administración

### Fuerzas armadas
- Centro militar de formación profesional
- Unidades militares que han tenido sede en Fontenay-le-Comte:
  - 48.º régimen de infantería en línea, 1939-1940
  - 137.º régimen de infantería en línea, 1906-1914
  - 2.º régimen de caballería, 1906

### Hermanamientos
- Krotoszyn, Polonia (1994)
- Palatine (Illinois), Estados Unidos (1997)
- Diosig, Rumanía (1997)
- Gaoua, Burkina Faso (1989)
- Crevillente, España (1968)

### Pacto de amistad y proyectos de desarrollo
- Luçon desde 2014.[7]

## Población y sociedad

### Demografía
| 5 960                     | 6 520 | 6 615 | 7 470 | 7 504 | 7 650 | 7 175 | 7 997 | 7 884 | 7 727 | 7 971 | 8 062 | 7 660 | 8 453 | 9 333 | 10 164 | 9 864 | 10 096 | 10 512 | 10 326 | 10 379 | 8 903 | 9 423 | 9 082 | 8 564 | 9 838 | 9 519 | 10 109 | 12 199 | 15 275 | 15 295 | 14 456 | 13 792 | 14 464 |
| (Fuente: INSEE y Cassini) |       |       |       |       |       |       |       |       |       |       |       |       |       |       |        |       |        |        |        |        |       |       |       |       |       |       |        |        |        |        |        |        |        |

### Enseñanza
- Lycée polyvalent François-Rabelais, 45, rue François-Rabelais.
  - bac general : 
    - filière S,L et ES

  - bac tecnológico :  
    - STI2D especialidad "ITECH" et "SIN"
    - STMG en gesión de finanzas y STMG mercantil

  - bac profesional :  
    - MEI (Mantenimiento de Equipos Industriales)
    - ELEEC (Electrotécnica, Energía, Equipamientos Comunicantes)
    - GA (Gestión Administrativa)

  - CAP :   
    - APR (Agente Polivalente de Restauración)
    - ATMFC (Asistente Técnico en núcleos Familiares y Colectivos)
    - cerrajería, metalizado
- Lycée technologique et professionnel Bel-Air, 1, boulevard Hoche.
  - bac tecnológico
    - STAV (ciencias Tecnológicas de la Agronomía y de lo Viviente)

  - bac profesional 
    - SAPAT (Servicios A las Personas y A los Territorios)
    - TCVA (Técnico Consejero de Venta en Alimentación)
- Collège André-Tiraqueau, 76 rue du Gaingalet, de la 6e hasta la 3e.
- Collège François-Viète, avenue du Général-De-Gaulle, de la 6e hasta la 3e.

### Enseñanza católica
- Lycée d'enseignement général technologique et professionnel (LEGTP) Notre-Dame, 29, rue Rabelais : bachillerato general y tecnológico en carpintería.
- Collège Saint-Joseph, de la 6e hasta la 3e.
- École primaire et maternelle Saint-Vincent-Sacré-Cœur, rue de la Commanderie : de infantil hasta CM2.

### Manifestaciones culturales y festividades
- Día de mercado: sábado (mercado cubierto y alimentario solo de mañanas).
- Biennale : tiene lugar desde hace un siglo los años pares durante el fin de semana de Pentecostés.
- Week'n Ride : en abril, manifestación deportiva de la VTT New School (Dirt, DH Urbaine).

### Deportes
- Rugby : Fontenay Luçon Rugby Sud Vendée[8]
- Fútbol : Vendée Fontenay Foot
- Baloncesto : Basket Club Fontenaisien
- Circuito auto/moto
- BMX
- Equitación
- Natación
- Balonmano
- Tenis
- Karate : Fontenay-Karaté-Shotokan
- Halterofilia
- Atletismo[9]
- Esgrima : Cercle d'escrime Fontenay

## Economía
La comuna posee una antena de la cámara de comercio y de la industria de Vendée.
- Junio de 2009 : El grupo sueco SKF anuncia la clausura de la fábrica de rodamientos donde trabajan 340 personas.
- Noviembre de 2009 : La sociedad de Vendée de rodamientos (grupo sueco SKN) cierra sus puertas.

## Cultura local y patrimonio

### Lugares y monumentos
Fontenay-le-Comte está clasificado como ciudad de arte y de historia y forma parte de la asociación de Plus Beaux Détours de France. Ciudad florida, fue recompensada con tres flores en 2007.
La comuna ha recibido el premio nacional del arte de vivir (1996) y ha obtenido el premio Ville Lumière en 2002 premiando así su plan arquitectónico del centro de la ciudad.
Edificios religiosos
- Église Notre-Dame siglo XV.
- Église Saint-Jean siglo XV.
- Convento de Tiercelettes siglo XVII.
- Prieuré Notre-Dame

Hôtel particulier y casas
- Hôtel des évêques de Maillezais
- Hôtel de la Sénéchaussée (1595), actual tesoro público
- Hôtel Lespinay-de-Beaumont
- Hôtel Pervinquière
- Hôtel de la Pérate, 30 rue Gaston-Guillemet
- Maison Billaud
- Maison Millepertuis
- Casas de la place Belliard

Otros
- Torre Rivalland siglo XIX.
- Caserne Belliard (XIXe siècle)
- Fontaine des Quatre Tias (1542) atribuida erróneamente a Lionel de la Réau
- Plazas y fuentes de los siglos XVI y XVII.
- Castillo de Terre-Neuve, siglo XVI.
- Museo de Fontenay
- Molino de La Roche
- Pont des Sardines
- Ruinas del Viejo castillo medieval, visibles en el parque Baron.

#### Héraldica

Fondo azul con una fuente emanando agua formada por tres piezas de plata.

Blasón adoptado por deliberación del Consejo municipal en 1927. Existen otros blasonamientos recogidos por Malte-Brun (la France illustrée, tome V, 1884)

#### Lema
El lema de Fontenay-le-Comte es : Fons Fontanacum Felicium Ingeniorum Scaturigo. Fontenay, fuente y origen de buenos espíritus.